# George Perkins Marsh

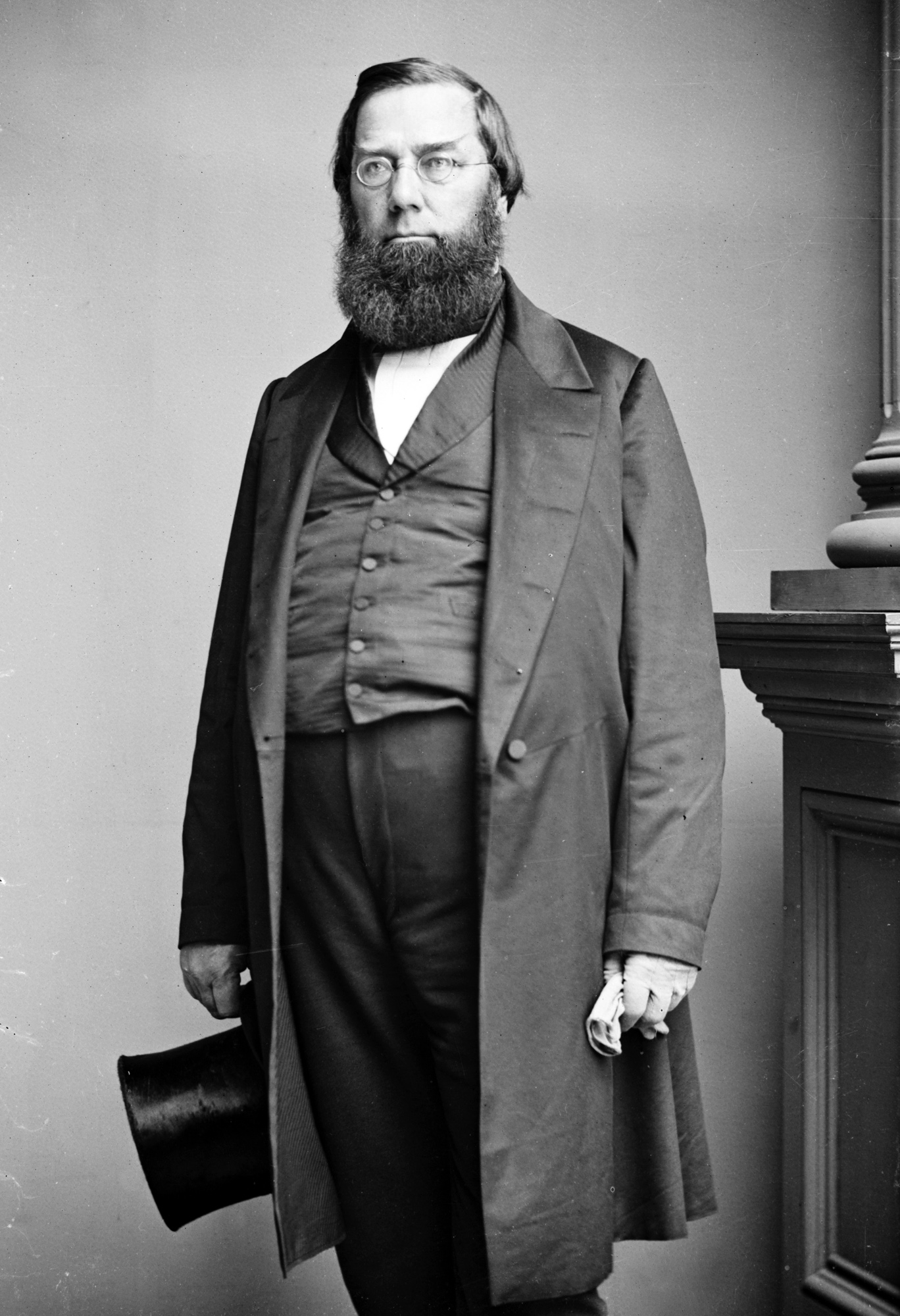
George Perkins Marsh

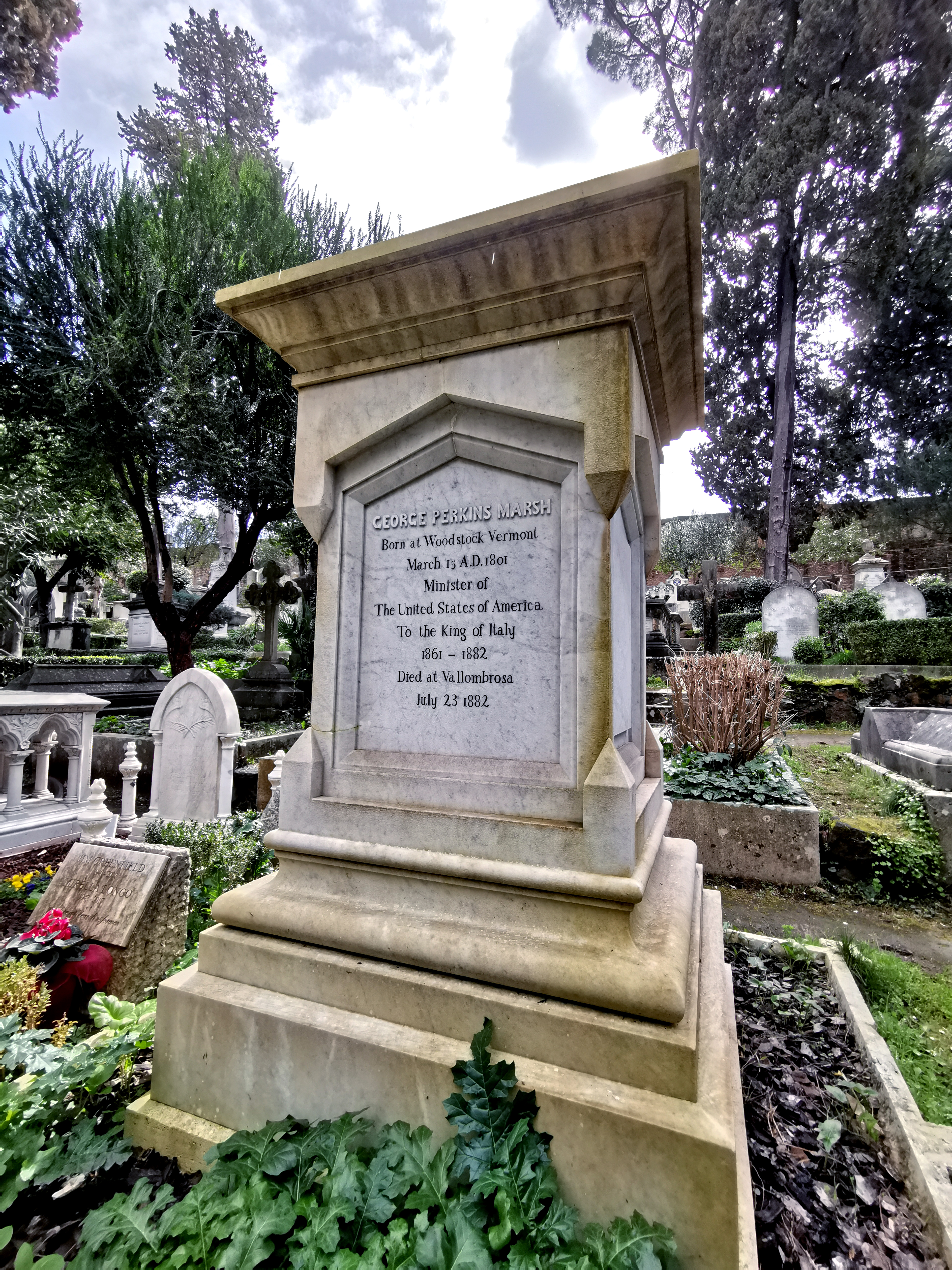
Grab auf dem Nichtkatholischen (Protestantischen) Friedhof Rom

George Perkins Marsh (* 15. März 1801 in Woodstock, Vermont; † 23. Juli 1882 in Vallombrosa, Italien) war ein US-amerikanischer Diplomat, Philologe und Schriftsteller. In manchen Kreisen gilt er als der erste amerikanische Umweltschützer.

## Leben

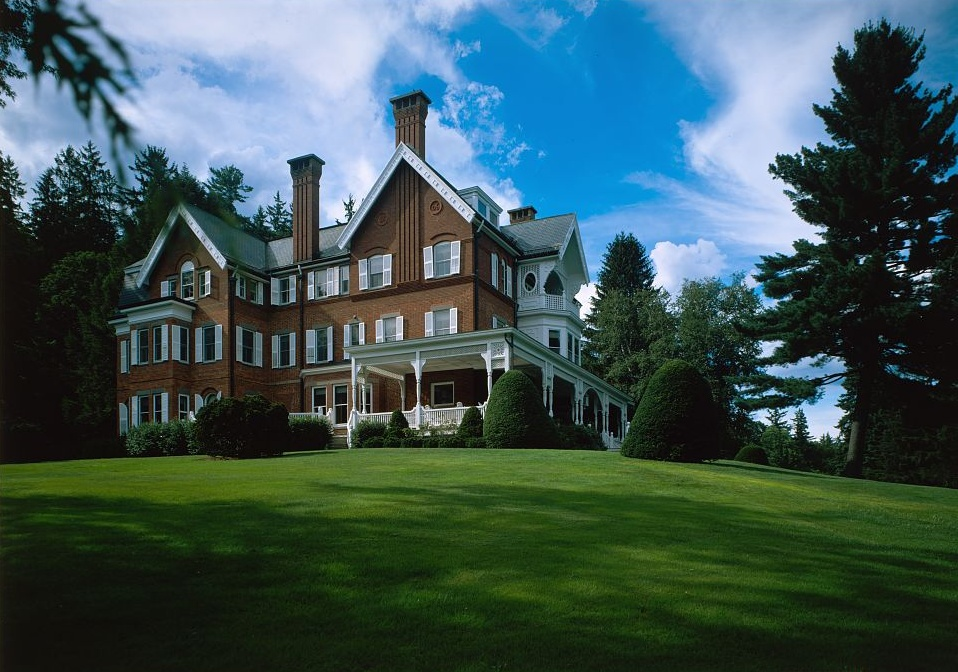
George Perkins Marsh Boyhood Home (Marsh-Billings House)

Marsh wurde in Woodstock als Sohn einer prominenten Familie geboren. Das Geburtshaus ist nicht erhalten, den Großteil seiner Kindheit verbrachte er im ab 1805 erbauten Marsh-Billings House. Sein Vater Charles war Bundesstaatsanwalt in Vermont und saß später für den Staat im US-Repräsentantenhaus. Marsh verließ 1820 das Dartmouth College mit höchster Auszeichnung und verfeinerte seine Gesetzeskenntnisse in Burlington. 1835 wurde er in den obersten Rat des Staates Vermont gewählt. Von 1842 bis 1849 nahm er als Mitglied der Whigs wie zuvor sein Vater einen Sitz im Kongress ein und wurde dann zum Gesandten in Konstantinopel berufen. Dieses Amt nutzte er, um eine mehrmonatige Reise durch Italien sowie eine achtmonatige Expedition nach Ägypten, den Sinai und das heutige Jordanien zu unternehmen. Auch Griechenland und Österreich lernte er kennen. 1851 wurde er in die American Academy of Arts and Sciences gewählt. 1852 ging er in einer besonderen Mission nach Griechenland, kehrte 1854 nach einer größeren Reise durch Europa in seine Heimat zurück und übernahm 1861 während des Bürgerkrieges den Gesandtschaftsposten bei der neu entstandenen italienischen Nation in Rom, den er bis 1882 bekleidete. 1874 wurde er mit der Schlichtung im italienisch-schweizerischen Grenzstreit im Valle Cravariola beauftragt. Als Unternehmer betätigte sich Marsh durchwegs erfolglos mit Schafzucht, als Inhaber einer Wollspinnerei, Grundstücksspekulant und Betreiber eines Marmorsteinbruchs. Alle Unternehmungen endeten in finanziellen Desastern.
Marsh beherrschte 20 Sprachen in Wort und Schrift. Deutsch war seine Lieblingssprache. Er verfügte über ein außerordentliches Gedächtnis, konnte sich alles merken, was er gelesen hatte, und war in der Lage, sich eine neue Sprache in kurzer Zeit anzueignen. Eine seiner Leidenschaften galt der vergleichenden Sprachforschung. So übersetzte er bereits 1838 Rasks „Isländische Grammatik“. Seine gesammelten Werke erschienen 1882 in drei Bänden. Ferner gilt er als einer der ersten Verfechter des Umweltschutzes in den Vereinigten Staaten. Seine Forderung nach Erhaltung der natürlichen Wälder führte zur Anlage des Adirondack State Parks.
1851 wurde Marsh in die American Academy of Arts and Sciences gewählt, 1866 in die National Academy of Sciences.
Marsh starb am 23. Juli 1882 in Vallombrosa und wurde in Rom beerdigt.
Der Marsh-Billings-Rockefeller National Historical Park in Vermont beinhaltet seinen Namen, weil er hier aufgewachsen ist. Frederick Billings war ebenfalls ein früher Umweltschützer, der auf der ehemaligen Marsh-Farm eine professionell geführte Meierei einrichtete und den Wald schützte. Schließlich ging das Grundstück an Frederick Billings’ Enkeltochter, Mary French Rockefeller, und ihren Ehemann, den Umweltschützer Laurance S. Rockefeller, die dafür sorgten, dass daraus 1968 ein Nationalpark wurde.

## Man and Nature
Marshs 1864 erschienenes Hauptwerk Man and Nature war das Ergebnis seiner umfangreichen jahrelangen Reisen und Lektüre. Er studierte Beschreibungen von Landschaften und landwirtschaftlicher Nutzung in vielen Ländern und historisch bis ins antike Griechenland und Rom. Diese Lektüre ergänzte er durch eigene Beobachtungen in Europa. Einen Sinn für den Zusammenhang zwischen menschlichem Wirken und der Natur gewann Marsh besonders durch die Lektüre der Werke Alexander von Humboldts, der früh auf die Gefahren durch die Abholzung der Wälder hingewiesen hatte. Marsh führte diese Gedanken weiter und sah den Menschen überall als „einen Störfaktor“. Er beabsichtigte daher, seinem Buch den Titel „Der Mensch, der Störenfried der Harmonien in der Natur“ zu geben, was sein Verleger jedoch ablehnte.
Marsh führte in Man and Nature eine Vielzahl von Beispielen für den Eingriff des Menschen in den Rhythmus der Natur auf, so etwa das Aus-der-Mode-Kommen von Pelzmützen in Europa, was zu einer Erholung der Biberbestände in Kanada führte, oder das Erlegen von Vögeln durch Landwirte, die ihre Ernten schützen wollten, was Schwärme von Insekten auftreten ließ. Marsh prangerte eine Ausbeutung der Natur durch den Menschen an. Dazu zählte er die Überfischung der Gewässer, die Verschmutzung durch Industrie, die Vergiftung durch Chemikalien oder die hemmungslose Nutzung des Wassers mit der Folge der Verkleinerung großer Flüsse und der Entstehung salziger, unfruchtbarer Böden ebenso wie die rigorose Abholzung der Wälder in den USA. Sie war eine direkte Folge des Homestead Act von 1862, der Grundbesitzern, die neues Land erwarben, bedingungslos zugestand, die Bäume auf ihrem Grund abzuholzen.
Man and Nature war das erste naturhistorische Werk in den USA, das die amerikanische Politik nachhaltig beeinflusste. Es war ungewohnt kritisch und beeinflusste die Politik langsam, aber nachhaltig in einer Phase des industriellen Aufschwungs, in der keine Rücksicht auf die Natur genommen wurde. Erst der Forest Reserves Act von 1891 für den Schutz der amerikanischen Wälder zeigte den Einfluss von Marshs Werk. Der Einfluss des Buchs reichte bis in die Grundlagen für Umweltschutz-Gesetzgebungstexte etwa von Italien, Frankreich oder Neuseeland. Man and Nature prägte eine Generation von Umweltaktivisten in der ersten Hälfte des 20. Jahrhunderts und wurde für sie zum „Ursprung der Naturschutzbewegung“.

## Schriften
- A Compendious Grammar of the Old Northern or Icelandic Language (1838)
- Briefliche Bemerkungen über Petra. In: Zeitschrift der Deutschen Morgenländischen Gesellschaft, Band 12. 1858. S. 708–712 (Digitalisat).
- Lectures on the English language (1861)
- The origin and history of the English language (1862)
- Man and Nature, Or Physical Geography as Modified by Human Action Publisher: Sampson Low, Son and Marston, London 1864  (1862)
- The earth as modified by human action (1874)